# Levanger
Levanger é uma comuna da Noruega, com 656 km² de área e 17 875 habitantes (censo de 2004).
Pertence à rede das Cidades Cittaslow.